# 1723 Klemola
1723 Klemola eller 1936 FX är en asteroid i huvudbältet som upptäcktes den 18 mars 1936 av den finske astronomen Yrjö Väisälä vid Storheikkilä observatorium. Den har fått sitt namn efter Irja Klemola och Arnold Richard Klemola.
Asteroiden har en diameter på ungefär 33 kilometer och den tillhör asteroidgruppen Eos.